# Deutsches Pädagogisches Institut

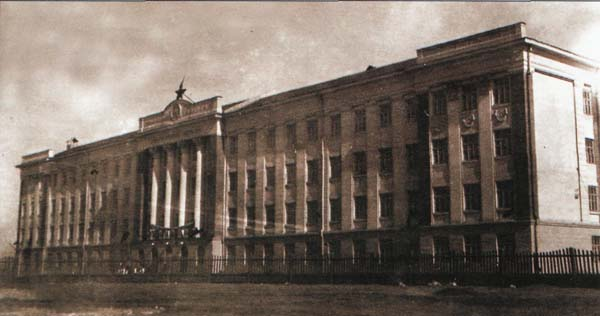
Deutsches Pädagogisches Institut, Foto 1940

Das Deutsche Pädagogische Institut war eine wolgadeutsche Hochschuleinrichtung in der UdSSR. Für einige Zeit wurde es das Deutsche Agro-Pädagogische Institut genannt.

## Geschichte
Das Deutsche Pädagogische Institut wurde am 1. Oktober 1929 in Pokrowsk (heute Stadt Engels) auf der Grundlage eines Dekrets des Rates der Volkskommissare des RSFSR vom 5. Oktober 1928 zur Ausbildung von Lehrern von siebenjährigen und weiterführenden Schulen, technischen Schulen und Bildungseinrichtungen in der Autonomen Sozialistischen Sowjetrepublik Wolga eröffnet. Zunächst zwei Fakultäten: sprachliche (deutsche Sprache und Literatur) und sozioökonomische sowie Kurse für Vorschulkinder. Die Studiendauer am Institut betrug vier Jahre. Sein erster Rektor war IF Shvab (Vorsitzender des Zentralen Exekutivkomitees der Autonomen Sozialistischen Sowjetrepublik Wolga-Deutsche) [2], Vizerektor – G. G. Dinges. Die Eröffnung des Instituts fiel mit dem 11. Jahrestag der Proklamation der deutschen Autonomie in Sowjetrussland zusammen. Die offizielle Eröffnung fand jedoch am 6. Januar 1930 statt und fiel zeitlich mit dem sechsten Jahrestag der Proklamation der ASSR durch die Wolgadeutschen zusammen.
Seit dem Akademischen Jahr 1931/32 bestanden die physikalischen und technischen (später Physik und Mathematik) und naturwissenschaftlichen (chemische und biologische) Fakultäten an der Universität. Außerdem wurden seit 1931 eine Arbeiterfakultät und Vorbereitungskurse zur Vorbereitung der Bewerber eröffnet. Der Direktor der Arbeiterfakultät war der stellvertretende Volkskommissar für Bildung der Autonomen Sozialistischen Sowjetrepublik Wolgadeutsche. 1934 fand der erste Abschluss von Lehrern der Muttersprache und Literatur statt.
Mit Beschluss des Rates der Volkskommissare der Autonomen Sozialistischen Sowjetrepublik Wolga am 14. August 1934 wurde am Deutschen Pädagogischen Institut ein Institut für die Fortbildung des öffentlichen Bildungspersonals sowie eine Korrespondenzabteilung und externe Studien eingerichtet. Im Zusammenhang mit einem akuten Mangel an nationalem Lehrpersonal wurde 1935 ein zweijähriges Lehrinstitut am pädagogischen Institut eröffnet.
Bis 1938, als das neue Bildungsgebäude in Betrieb genommen wurde, arbeitete das pädagogische Institut in den Räumlichkeiten der beruflich-technischen Schule (ehemals Ukhinsky-Diözesan-Frauenschule), der sowjetischen Parteischule und im Gebäude des Sammelpunkts des republikanischen Militärregistrierungs- und Einberufungsbüros. Bis 1941 hatte das Institut fünf Fakultäten in den Abteilungen Tag, Abend und Korrespondenz: Literatur und Sprache, Geschichte, Biologie, Physik und Mathematik sowie Fremdsprachen sowie 15 Abteilungen: Marxismus-Leninismus, allgemeine Geschichte, Geschichte der Völker der UdSSR, Pädagogik, militärische Ausbildung, Deutsch, Französisch und Englisch, Chemie, Physik, Botanik, Geologie, Biologie und Sportunterricht. Am 1. September 1940 studierten 609 Studenten am pädagogischen Institut.
Am 19. September 1941 wurden im Zusammenhang mit der Liquidation der Autonomen Sozialistischen Sowjetrepublik Wolga-Deutsche im Auftrag des Volkskommissariats für Bildung der Republik die deutschen Pädagogik- und Lehrinstitute geschlossen und ihr gesamtes Eigentum an das nach N.G. Tschernyschewski benannte Saratow-Pädagogische Institut (heute Staatliche Universität Saratow) übertragen. Das Institut beherbergt die Bildungseinrichtungen des Verteidigungsministeriums der UdSSR: zunächst die aus der Region Leningrad evakuierte Luftverteidigungsschule der Marine; ab Herbst 1942 – die gemeinsame Schule der Wolga-Militärflottille, von Stalingrad nach Engels verlegt. In den Jahren 1971–1994 befand sich die  Schule für Luftverteidigung. Derzeit gehört das Gebäude zu einer der Militäreinheiten.

## Direktoren und Rektoren
- Schwab Johannes Friedrichovich (1929–1930)[3]
- Paul-Horst, Anna Georgievna (1930–1932)[4]
- Yudikis (nur der Nachname ist bekannt) (1932–1933)
- Vegele Heinrich Genrikhovich (1933–1936)[5]
- Shitov (nur der Nachname ist bekannt) (1936–1937)
- Sobolev (nur der Nachname ist bekannt) (1937–1938)
- Yudikis (nur der Nachname ist bekannt) (1938–1939)
- Knyazeva (nur der Nachname ist bekannt) (1939–1941)